# Новопостроенный (флейт)
«Новопостро́енный» — парусный флейт Балтийского флота Российской империи.

## История службы
Флейт «Новопостроенный» был заложен на Быковской верфи в Архангельске 12 (23) января 1755 года и после спуска на воду 1 (12) июля 1756 года вошёл в состав Балтийского флота России. Сведений о корабельном мастере, построившем судно, не сохранилось.
С июня по сентябрь 1757 года совершил переход из Архангельска в Кронштадт. Во время перехода заходил в Копенгаген с целью доставки ко двору Елизаветы Петровны «зверя, именуемого тигра». С июня по август 1758 года совершил плавание из Кронштадта в Архангельск с грузом орудий для строящихся судов.
19 (30) июля 1759 года вышел из Архангельска в составе отряда судов, направляющихся в Балтийское море. Во время якорной стоянки отряда у острова Кильдин ударился о каменный риф и получил пробоину. В связи с тем, что в корпусе флейта открылась сильная течь, 30 июля (10 августа) был вынужден уйти от Кильдина и взять курс на Архангельск, куда вернулся 18 (29) августа.
В 1761 году совершил переход из Архангельска в Ревель. В следующем 1762 году использовался для доставки русских войск из Кольберга и Пиллау в Кронштадт.
Сведений о флейте «Новопостроенный» после 1762 года не найдено.

## Командиры судна
Командирами флейта «Новопостроенный» в разное время служили:
- корабельный секретарь И. Суков (1757 год)[5];
- шкипер Татаринов (до июня 1758 года)[комм. 1][6];
- унтер-лейтенант, а затем корабельный секретарь М. А. Албычев (с июня 1758 года по 1759 год)[комм. 2][4];
- унтер-лейтенант П. Золотухин (1762 год)[7].

### Комментарии
1. ↑  Сведения об имени командира не сохранились.
2. ↑  Принял командование судном в чине унтер-лейтенанта, а 8 (19) марта 1759 года произведён в корабельные секретари.